# Квінс (Нова Шотландія)
Квінс (англ. Queens) — регіональний муніципалітет в Канаді, у провінції Нова Шотландія, центр однойменного графства.

## Населення
За даними перепису 2016 року, регіональний муніципалітет нараховував 10307 осіб, показавши скорочення на 5,6%, порівняно з 2011-м роком. Середня густина населення становила 4,3 осіб/км².
З офіційних мов обидвома одночасно володіли 430 жителів, тільки англійською — 9 750, а 5 — жодною з них. Усього 155 осіб вважали рідною мовою не одну з офіційних, з них 5 — одну з корінних мов.
Працездатне населення становило 48,4% усього населення, рівень безробіття — 13,3% (14% серед чоловіків та 12,8% серед жінок). 84,7% осіб були найманими працівниками, а 12% — самозайнятими.
Середній дохід на особу становив $34 793 (медіана $25 136), при цьому для чоловіків — $43 352, а для жінок $26 654 (медіани — $32 786 та $20 510 відповідно).
26% мешканців мали закінчену шкільну освіту, не мали закінченої шкільної освіти — 27,4%, 46,5% мали післяшкільну освіту, з яких 22,9% мали диплом бакалавра, або вищий, 20 осіб мали вчений ступінь.
| Статево-вікова структура населення | Статево-вікова структура населення | Статево-вікова структура населення | Статево-вікова структура населення | Статево-вікова структура населення |
| ---------------------------------- | ---------------------------------- | ---------------------------------- | ---------------------------------- | ---------------------------------- |
|                                    |                                    |                                    |                                    |                                    |
| Всього                             | Всього                             | 48,9%51,1%                         |                                    |                                    |
| 0 — 14 років                       | 0 — 14 років                       |                                    | 11,5%                              | 11,5%                              |
| 15 — 64 років                      | 15 — 64 років                      |                                    | 60,3%                              | 60,3%                              |
| 65 і більше                        | 65 і більше                        |                                    | 28,2%                              | 28,2%                              |
| 85 і більше                        | 85 і більше                        |                                    | 3,1%                               | 3,1%                               |
| 100 і більше                       | 100 і більше                       |                                    | 0,1%                               | 0,1%                               |
| Середній вік (років)               | Середній вік (років)               | 47,950,0                           | 49,0                               | 49,0                               |
| Медіана (років)                    | Медіана (років)                    | 52,553,9                           | 53,2                               | 53,2                               |
| — чоловіки — жінки                 |                                    |                                    |                                    |                                    |

| Походження мешканців:     | Походження мешканців:     | Походження мешканців: | Походження мешканців: | Походження мешканців: |
| ------------------------- | ------------------------- | --------------------- | --------------------- | --------------------- |
| Походження                |                           |                       | осіб                  | %                     |
| Корінні американці        | Корінні американці        |                       | 1 085                 | 10.72%                |
| Інше північноамериканське | Інше північноамериканське |                       | 5 630                 | 55.6%                 |
| Європейське               | Європейське               |                       | 6 460                 | 63.8%                 |
| британське                | британське                |                       | 4 560                 | 45.04%                |
| французьке                | французьке                |                       | 1 190                 | 11.75%                |
| українське                | українське                |                       | 30                    | 0.3%                  |
| Латинськоамериканське     | Латинськоамериканське     |                       | 10                    | 0.1%                  |
| Карибське                 | Карибське                 |                       | 50                    | 0.49%                 |
| Африканське               | Африканське               |                       | 130                   | 1.28%                 |
| Азійське                  | Азійське                  |                       | 90                    | 0.89%                 |
| Океанійське               | Океанійське               |                       | 15                    | 0.15%                 |

| Зайнятість населення за галузями (за класифікацією NOC): | Зайнятість населення за галузями (за класифікацією NOC): | Зайнятість населення за галузями (за класифікацією NOC): | Зайнятість населення за галузями (за класифікацією NOC): | Зайнятість населення за галузями (за класифікацією NOC): |
| -------------------------------------------------------- | -------------------------------------------------------- | -------------------------------------------------------- | -------------------------------------------------------- | -------------------------------------------------------- |
|                                                          |                                                          |                                                          |                                                          |                                                          |
| Управління                                               | Управління                                               |                                                          | 8,4%                                                     | 8,4%                                                     |
| Бізнес, фінанси та адміністрування                       | Бізнес, фінанси та адміністрування                       |                                                          | 10,3%                                                    | 10,3%                                                    |
| Природничі та прикладні науки                            | Природничі та прикладні науки                            |                                                          | 4,4%                                                     | 4,4%                                                     |
| Охорона здоров'я                                         | Охорона здоров'я                                         |                                                          | 7,8%                                                     | 7,8%                                                     |
| Освіта, правозахист, муніципальні та урядові служби      | Освіта, правозахист, муніципальні та урядові служби      |                                                          | 9,9%                                                     | 9,9%                                                     |
| Мистецтво, культура, відпочинок та спорт                 | Мистецтво, культура, відпочинок та спорт                 |                                                          | 1,9%                                                     | 1,9%                                                     |
| Роздрібна торгівля та послуги                            | Роздрібна торгівля та послуги                            |                                                          | 24,2%                                                    | 24,2%                                                    |
| Гуртова торгівля, транспорт та обладнання                | Гуртова торгівля, транспорт та обладнання                |                                                          | 17,9%                                                    | 17,9%                                                    |
| Природні ресурси, сільське господарство                  | Природні ресурси, сільське господарство                  |                                                          | 8%                                                       | 8%                                                       |
| Виробництво                                              | Виробництво                                              |                                                          | 7,3%                                                     | 7,3%                                                     |

## Клімат
Середня річна температура становить 7°C, середня максимальна – 22°C, а середня мінімальна – -9,3°C. Середня річна кількість опадів – 1 418 мм.
| Клімат поселення                              | Клімат поселення | Клімат поселення | Клімат поселення | Клімат поселення | Клімат поселення | Клімат поселення | Клімат поселення | Клімат поселення | Клімат поселення | Клімат поселення | Клімат поселення | Клімат поселення | Клімат поселення |
| Показник                                      | Січ.             | Лют.             | Бер.             | Квіт.            | Трав.            | Черв.            | Лип.             | Серп.            | Вер.             | Жовт.            | Лист.            | Груд.            |                  |
| Середній максимум, °C                         | 1,12             | 1,28             | 5,02             | 10,22            | 15,53            | 19,85            | 21,78            | 22,04            | 18,32            | 13,22            | 8,71             | 3,13             |                  |
| Середня температура, °C                       | −4,1             | −3,95            | −0,2             | 5,00             | 10,30            | 14,62            | 17,72            | 17,98            | 14,26            | 9,15             | 4,64             | −0,92            |                  |
| Середній мінімум, °C                          | −9,34            | −9,17            | −5,44            | −0,24            | 5,08             | 9,40             | 13,65            | 13,92            | 10,20            | 5,10             | 0,60             | −4,98            |                  |
| Норма опадів, мм                              | 133              | 129              | 128              | 114              | 108              | 92               | 82               | 95               | 99               | 120              | 161              | 157              |                  |
| Середньомісячна швидкість вітру, м/с          | 4.34             | 4.33             | 4.36             | 4.21             | 3.73             | 3.58             | 3.15             | 3.17             | 3.57             | 4.14             | 4.24             | 4.45             |                  |
| Середньомісячна сонячна радіація, кДж/м²·день | 5240             | 8251             | 12193            | 15198            | 18224            | 20518            | 20324            | 18159            | 13931            | 9096             | 5391             | 4200             |                  |
| --------------------------------------------- | ---------------- | ---------------- | ---------------- | ---------------- | ---------------- | ---------------- | ---------------- | ---------------- | ---------------- | ---------------- | ---------------- | ---------------- | ---------------- |
| Джерело:                                      |                  |                  |                  |                  |                  |                  |                  |                  |                  |                  |                  |                  |                  |